# カーラ・モリソン
カルラ・パトリシア・モリソン・フローレス（Carla Patricia Morrison Flores, 1986年7月19日 - ）は、ステージ名カーラ・モリソン（Carla Morrison）として知られるメキシコのシンガーソングライター。
バハ・カリフォルニア州テカテ（Tecate）出身。
活動音楽ジャンルは、インディ・ポップ（Indie pop）。
ラテン・グラミー賞及びグラミー賞のノミネート歴、そしてラテン・グラミー賞受賞歴があり、メキシコを拠点に国際的に活躍している。

## 来歴
1986年、メキシコのバハ・カリフォルニア州テカテに生まれる。
17歳の時、音楽の道を志し、アメリカのアリゾナ州フェニックスへの移住を決意。
大学で音楽を学び始めるが、自身の音楽へのアプローチは、大学で教わるアカデミックなものよりも、より精神性や内面的感情等を重視したモノであると気付き、大学を辞め、独自の音楽追求の道を選ぶ。
音楽キャリアは、はじめアリゾナを中心にバイリンガル・バンドBabaluca（ババルカ）として英語の楽曲を歌ったりしていたが、その後、自分自身の言葉であるスペイン語で、本物の内面的感情が伴った歌を歌いたい、とBabalucaのプロジェクトを去り、メキシコに帰国して活動の拠点をそちらに移す。
商業的な理由から、スペイン語圏の若手アーティストが英語圏の市場で売る（成功を収める）為に、英語での楽曲を歌うという方向性はよくあるケースだが、スペイン語で歌いたいとアメリカからメキシコに戻る、という選択肢を取ることは、稀であり、商業的な理由からも、勇気ある選択（または主張）、をしたアーティストとも言える。
2010年11月、NPRの音楽番組、Alt.Latinoは、カーラ・モリソンをゲストDJとして迎えての特集放送を行い、「子供のようなあどけないピュアな歌声で、大人のテーマな内容、大人の感情の歌を率直にずばずばと歌い、自分の意見をはっきりと積極的に主張する、今後の注目に値する大きなポテンシャルを秘めたシンガーソングライター」だと紹介し、上述のアメリカからメキシコへ戻った経緯や、そのことに対する本人の考えを聞く等カーラ・モリソンへのインタビューの会話と2010年10月に発売になったばかりのアルバム（EP盤）「Mientras Tu Dormias」の収録曲2曲、及びカーラ・モリソンのお気に入りアーティストの楽曲等を放送した。
翌年2011年11月、そのアルバム「Mientras Tu Dormias」が第12回ラテン・グラミー賞の「Best Alternative Music Album」部門にノミネートされ、国際的な認知度が一気に高まった。
2012年の第13回ラテン・グラミー賞では、フルアルバム「Déjenme Llorar」が4部門でノミネートされ「Best Alternative Music Album」部門及び「Best Alternative Song」部門の2部門で受賞を果たした。
また、同アルバムは、2013年の第55回グラミー賞でも「Best Latin Rock Urban or Alternative Album」部門でノミネートされた。

## ディスコグラフィー
ここの項目の主要ソース：

### アルバム

#### フルアルバム
- Déjenme Llorar (2012)
- Amor Supremo (2015)[4]

#### EP盤アルバム
- Aprendiendo a Aprender (2009)[注 2]
- Mientras Tú Dormías... ＜While You Were Sleeping＞(2010)[1]
- Jugando En Serio (2013)

### シングル
各アルバムからシングルカットされた曲などがある。